# Liste von stillgelegten Eisenbahnstrecken in Nordrhein-Westfalen
Die Liste von stillgelegten Eisenbahnstrecken in Nordrhein-Westfalen umfasst Eisenbahnstrecken oder Teilabschnitte von Strecken in Nordrhein-Westfalen, auf denen der Personenverkehr eingestellt oder die für den gesamten Personen- und Güterverkehr stillgelegt wurden. Nicht aufgelistet sind im Personenverkehr bediente Strecken, auf denen der Güterverkehr eingestellt wurde. Ebenfalls nicht aufgelistet sind Strecken, auf denen der Personenverkehr zeitweise (auch für längere Zeiträume) auf Schienenersatzverkehr umgestellt wurde, die anschließend wieder mit Personenzügen befahren wurden.

## Einstellungen des Reisezugverkehrs
- In den folgenden Listen sind die offiziellen Einstellungsdaten des Personenverkehrs aufgeführt.

### Jahr unbekannt
| Datum          | Strecke zwischen den Bahnhöfen     | Teil der Gesamtverbindung  | Anmerkung |
| -------------- | ---------------------------------- | -------------------------- | --------- |
| Jahr unbekannt | Düsseldorf-Rath – Düsseldorf-Eller | Mülheim-Speldorf–Troisdorf |           |

### 1870er Jahre
| Datum | Strecke zwischen den Bahnhöfen      | Teil der Gesamtverbindung | Anmerkung |
| ----- | ----------------------------------- | ------------------------- | --------- |
| 1876  | (Aachen Nord –) Haaren – Rothe Erde | Haaren–Aachen-Rothe Erde  |           |

### 1880er Jahre
| Datum        | Strecke zwischen den Bahnhöfen              | Teil der Gesamtverbindung | Anmerkung                                                                           |
| ------------ | ------------------------------------------- | ------------------------- | ----------------------------------------------------------------------------------- |
| 1880         | Siegburg – Friedrich-Wilhelms-Hütte         | Rechte Rheinstrecke       | Personenverkehr                                                                     |
| 1. Okt. 1886 | Osterfeld Nord – Oberhausen West – Duisburg | Duisburg–Quakenbrück      | PV verlegt von Osterfeld Nord nach Oberhausen Hauptbahnhof (über neue Stichstrecke) |

### 1900er Jahre
| Datum         | Strecke zwischen den Bahnhöfen                                | Teil der Gesamtverbindung       | Anmerkung                                                                            |
| ------------- | ------------------------------------------------------------- | ------------------------------- | ------------------------------------------------------------------------------------ |
| 1900          | Silschede – Haspe                                             | Schlebusch-Harkorter Kohlenbahn | erneute Betriebsaufnahme 1905                                                        |
| 30. Sep. 1908 | Homberg – Moers                                               | Homberg–Moers                   |                                                                                      |
| 1. Mai 1909   | Mönchengladbach-Neuwerk – Mönchengladbach-Speick – Rheydt Hbf | Krefeld–Rheydt                  | Bis 1. Oktober 1889 endeten die Personenzüge an Rheydt RhE (westlich von Rheydt Hbf) |

### 1910er Jahre
| Datum         | Strecke zwischen den Bahnhöfen              | Teil der Gesamtverbindung        | Anmerkung                               |
| ------------- | ------------------------------------------- | -------------------------------- | --------------------------------------- |
| vor 1914      | Bochum Nord – Wiemelhausen – Weitmar        | Bochum Nord–Bochum-Weitmar       |                                         |
| 1914          | Brochterbeck – Saerbeck Hafen               | Ibbenbüren–Hövelhof              |                                         |
| 2. Aug. 1914  | Bonn – Oberkassel                           | Trajekt Bonn–Oberkassel          |                                         |
| 1914          | Siegen Bf – Kölner Tor – Rathaus – Weidenau | Kreisbahn Siegen-Wittgenstein    | Oberstadtstrecke der KSW                |
| 1915          | Liblar – Vochem                             | Mödrath-Liblar-Brühler Eisenbahn |                                         |
| 20. Okt. 1915 | Iserlohn – Iserlohn Rathaus                 | Iserlohner Kreisbahn             |                                         |
| 15. Nov. 1916 | Süchtelnvorst – Grefrath                    | Krefelder Eisenbahn-Gesellschaft | PV still vom 18. Juli 1874–15. Mai 1881 |

### 1920er Jahre
| Datum        | Strecke zwischen den Bahnhöfen               | Teil der Gesamtverbindung         | Anmerkung       |
| ------------ | -------------------------------------------- | --------------------------------- | --------------- |
| 1920         | Antweiler-Wachendorf – Arloff                | Euskirchener Kreisbahnen          |                 |
| 4. Aug. 1920 | Kaldenkirchen – Brüggen West                 | Kleinbahn Kaldenkirchen–Brüggen   | Personenverkehr |
| 1921         | Niederhemer – Höcklingsen                    | Iserlohner Kreisbahn              |                 |
| 1921         | Einsal – Helbecke                            | Iserlohner Kreisbahn              |                 |
| 1921         | Tannenhof – Halbach                          |                                   | Straßenbahn     |
| 1922         | Bielefeld Kreisbahnhof – Eckendorf           | Bielefelder Kreisbahnen           |                 |
| 1922         | Minden – Bückeburg                           | Bad Eilsener Kleinbahn            |                 |
| nach 1922    | Aachen West – Montzen-Gare                   | Aachen–Tongern                    | Personenverkehr |
| 1923         | Heiligenhaus Rathaus – Hösel                 | Kleinbahn Heiligenhaus–Hösel      |                 |
| 1923         | Müngsten – Solingen Krahenhöhe               | Ronsdorf-Müngstener Eisenbahn     | Straßenbahn     |
| vor 1925     | Altenessen – Essen Nord (Rhein. Bf)          |                                   |                 |
| vor 1925     | Spyck – Elten                                | Trajekt Spyck–Welle               |                 |
| 1925         | Bocholt Tramstation – Aalten – Lichtenvoorde | Lichtenvoorde–Bocholt             |                 |
| 1925         | Remscheid – Remscheid-Hasten                 | Remscheid-Lennep–Remscheid-Hasten |                 |
| 1925         | Unna-Königsborn – Kamen                      | Unna–Kamen                        |                 |

### 1930er Jahre
| Datum         | Strecke zwischen den Bahnhöfen                  | Teil der Gesamtverbindung                          | Anmerkung                          |
| ------------- | ----------------------------------------------- | -------------------------------------------------- | ---------------------------------- |
| 1930          | Nachrodt – Einsal                               | Iserlohner Kreisbahn                               |                                    |
| 1930          | Remscheid Talsperre – Tyrol                     | Wermelskirchener-Burger Eisenbahn                  | ab 1900 Straßenbahn                |
| 1930          | Niederdollendorf – Grengelsbitze                | Heisterbacher Talbahn                              | Personenverkehr                    |
| 1932          | Kempen – Straelen – Kevelaer                    | Geldernsche Kreisbahn                              |                                    |
| 1933          | Köln Hohenzollernbrücke – Köln Mülheimer Brücke | Rheinuferbahn                                      | Stadtstrecke der KBE-Rheinuferbahn |
| vor 1934      | Hochfeld Süd – Speldorf                         | Osterath–Dortmund Süd                              |                                    |
| vor 1934      | Sterkrade – Neumühl – Ruhrort KME               | Duisburg-Ruhrort–Dortmund                          |                                    |
| 1934          | Pleuger – Springen                              | Iserlohner Kreisbahn                               | Güterverkehr                       |
| 15. Mai 1935  | Isselburg-Anholt – Terborg                      | Straßenbahn Arnhem – Doetinchem – Isselburg-Anholt | Straßenbahn                        |
| 11. Sep. 1935 | Tütebelle – Evingsen – Pleuger                  | Iserlohner Kreisbahn                               |                                    |
| 1. Jan. 1936  | Gronau – Glane – Oldenzaal                      | Straßenbahn Oldenzaal – Gronau                     | Straßenbahn                        |
| 25. Nov. 1937 | Kirchlengern – Wallücke                         | Wallückebahn                                       | Personenverkehr, Gesamtverkehr     |
| 1938          | Clarenbach – Müngsten                           | Ronsdorf-Müngstener Eisenbahn                      | ab 1903 Straßenbahn                |
| vor 1939      | Schlackenhalde Enerke – Steveling               | Schlebusch-Harkorter Kohlenbahn                    |                                    |
| 1939          | Burlo – Winterswijk                             | Winterswijk–Gelsenkirchen-Bismarck                 |                                    |

### 1940er Jahre
| Datum         | Strecke zwischen den Bahnhöfen                | Teil der Gesamtverbindung                                                      | Anmerkung |
| ------------- | --------------------------------------------- | ------------------------------------------------------------------------------ | --- |
| 1944          | Hassum – Mill                                 | Boxteler Bahn                                                                  | |
| 1944          | Mönchengladbach-Neuwerk – Mönchengladbach Hbf | Krefeld–Rheydt                                                                 | |
| 1944          | Vohwinkel – Solingen Wald – Solingen Hbf      | Solingen–Wuppertal-Vohwinkel                                                   | |
| 1944          | Würdinghausen – Birkelbach                    | Altenhundem–Birkelbach                                                         | |
| 1944          | Schmithof – Weywertz                          | Vennbahn                                                                       | Personenverkehr |
| 1944          | Aachen Hbf – Buschhausen – Hindel – Homburg   | Liège–Aachen Aachen Buschtunnel–Moresnet Aachen–Tongern Y Homburg–Montzen-Gare | |
| 8. Sep. 1944  | Geldern Ost – Straelen – Venlo                | Haltern–Venlo                                                                  | PV still vom 4. Oktober 1936–20. Januar 1941 (auf dem Abschnitt Geldern Ost–Straelen nur bis 1938/40)                                                   |
| 17. Sep. 1944 | Dalheim – Roermond                            | Eiserner Rhein                                                                 | Personenverkehr |
| 18. Sep. 1944 | Emmerich am Rhein – Doetinchem – Zutphen      | Straßenbahn Zutphen–Emmerich                                                   | PV still vom 15. Mai 1934–4. November 1940 |
| 16. Nov. 1944 | Düren Bf – Düren Markt – Niederau – Kreuzau   | Düren Bahnhof–Markt–Kreuzau (Dürener Kreisbahn)                                | Straßenbahn |
| nach 1944     | Aachen West – Gemmenich                       | Aachen–Tongern Welkenraedt–Montzen                                             | |
| 1945          | Büderich – Xanten West – Uedem                | Boxteler Bahn                                                                  | Personenverkehr |
| 1945          | Würselen Nord – Kohlscheid                    | Stolberg–Kohlscheid                                                            | |
| 1945          | Mülheim (Eifel) – Ahrdorf                     | Ahrdorf–Blankenheim                                                            | Personenverkehr |
| 10. März 1945 | Wesel – Büderich                              | Haltern–Venlo                                                                  | Sprengung der Eisenbahnbrücke Wesel |
| 19. März 1945 | Wissen – Volperhausen                         | Wissertalbahn                                                                  | |
| 1945          | Essen-Borbeck – Mülheim-Heißen                | Mülheim-Heißen–Oberhausen-Osterfeld Nord                                       | |
| 1945          | Osterfeld Nord – Frintrop – Dellwig Ost       | Mülheim-Heißen–Oberhausen-Osterfeld Nord                                       | |
| 1945          | Steele Süd – Dahlhausen                       | Mülheim-Heißen–Altendorf (Ruhr) Ruhrtalbahn                                    | |
| 1945          | Trompet – Homberg                             | Duisburg-Ruhrort–Mönchengladbach                                               | |
| 25. März 1945 | Spellen – Wesel                               | Oberhausen–Wesel (Walsumbahn)                                                  | Sprengung der Lippebrücke im Zweiten Weltkrieg |
| 27. März 1945 | Oberhausen Hbf – Oberhausen-Osterfeld Nord    | Duisburg–Quakenbrück                                                           | Sprengung der Brücke über Rhein-Herne-Kanal und Emscher im Zweiten Weltkrieg (Abschnitt südlich der ehemaligen Brücke ist heute ÖPNV-Trasse Oberhausen) |
| 1. Apr. 1945  | Alstätte – Enschede Zuid                      | Ahaus–Enschede Zuid (Ahaus-Enscheder Eisenbahn)                                | Personenverkehr |
| 17. Nov. 1947 | Neuss – Düsseldorf-Oberkassel                 | Mönchengladbach–Düsseldorf                                                     | Der PV wurde ursprünglich zum 30. September 1902 eingestellt (vorübergehende Reaktivierung am 10. August 1945, wegen Neubau Rheinbrücke)                |
| 23. Apr. 1949 | Gangelt – Tüddern                             | Geilenkirchener Kreisbahn                                                      | |
| 15. Mai 1949  | Goch – Hassum                                 | Boxteler Bahn                                                                  | |
| 8. Sep. 1949  | Engelskirchen – Marienheide                   | Leppetalbahn                                                                   | |
| 1949          | Niep – Moers                                  | Krefelder Eisenbahn-Gesellschaft                                               | |
| 1949          | Oedt – Süchtelnvorst – Süchteln – Viersen KE  | Krefelder Eisenbahn-Gesellschaft                                               | |
| Dez. 1949     | Schalksmühle – Halver KAE                     | Hälvertalbahn (Kreis Altenaer Eisenbahn)                                       | Personenverkehr |

### 1950er Jahre
| Datum                  | Strecke zwischen den Bahnhöfen                                                                                | Teil der Gesamtverbindung                      | Anmerkung |
| ---------------------- | --- | ---------------------------------------------- | --- |
| 13. Mai 1950           | Essen-Borbeck – Essen-Altendorf                                                                               |                                                | |
| 31. Okt. 1950          | Herdorf – Struthütten – Unterwilden                                                                           | Herdorf–Unterwilden                            | Personenverkehr |
| Dez. 1950              | Kamp-Lintfort – Zeche Rossenray – Rheinberg Bf                                                                | Moers – Kamp – Rheinberg                       | Straßenbahn |
| 1950                   | Hüls – Hülserberg – Niep                                                                                      | Krefelder Eisenbahn-Gesellschaft               | heute Museumsverkehr auf dem Abschnitt Hüls – Hülserberg                                                           |
| 1950                   | Krefeld Süd – Krefeld West                                                                                    | Krefelder Eisenbahn-Gesellschaft               | |
| 1950                   | Dümmlinghausen – Genkelmündung                                                                                | Gummersbacher Kleinbahnen                      | Straßenbahn |
| 1950                   | Uerdingen – Hohenbudberg Siedlung                                                                             | Osterath–Dortmund Süd                          | |
| 1. Aug. 1951           | Beuel Rheinufer – Niederpleis – Hennef                                                                        | Bröltalbahn                                    | |
| 7. Nov. 1951           | Mülheim-Wichterich – Zülpich Stadt – Satzvey – Antweiler-Wachendorf                                           | Euskirchener Kreisbahnen                       | |
| 10. Dez. 1951          | Schieder – Blomberg                                                                                           | Schieder–Blomberg (Blomberger Pengel)          | |
| 1951                   | Oedt – Kempen – Hüls – Krefeld Nord – Krefeld West – St. Tönis – Süchteln                                     | Krefelder Eisenbahn-Gesellschaft               | heute Museumsverkehr auf dem Abschnitt Hüls – Krefeld Nord – Krefeld West – St. Tönis                              |
| 1951                   | Schee – Silschede                                                                                             | Schee–Silschede                                | Personenverkehr |
| 1951                   | Siegburg – Niederpleis – Rostingen                                                                            | Bröltalbahn                                    | |
| 1952                   | Losheim – Weywertz                                                                                            | Vennquerbahn                                   | |
| Mai 1952               | Iserlohn – Iserlohner Heide                                                                                   | Iserlohner Kreisbahn                           | |
| 1952                   | Siegen Eintracht – Weidenau – Langenau – Kreuztal                                                             | Kreisbahn Siegen-Wittgenstein                  | |
| 25. Juli 1952          | Schalksmühle – Halver KAE                                                                                     | Hälvertalbahn (Kreis Altenaer Eisenbahn)       | Güterverkehr |
| 10. Aug. 1952          | Moers, Königlicher Hof – Utfort – Eick – Repelen                                                              | Moers – Kamp – Rheinberg                       | Straßenbahn |
| 11. Okt. 1952          | Kamp-Lintfort – Repelen                                                                                       | Moers – Kamp – Rheinberg                       | Straßenbahn |
| 1. Dez. 1952           | Wülfrath – Ratingen West                                                                                      | Angertalbahn                                   | |
| 1952                   | Geseke – Büren                                                                                                | Geseke–Büren                                   | |
| 1952                   | Soest – Ostönnen                                                                                              | AG Ruhr-Lippe-Eisenbahnen                      | |
| 1952                   | Werl – Ostönnen – Niederense                                                                                  | AG Ruhr-Lippe-Eisenbahnen                      | |
| 1952                   | Niederense – Günne – Möhnetalsperre                                                                           | AG Ruhr-Lippe-Eisenbahnen                      | |
| 1952                   | Niederense – Neheim-Hüsten                                                                                    | AG Ruhr-Lippe-Eisenbahnen                      | |
| 1952                   | Velbert – Heiligenhaus Rathaus                                                                                | Bergische Kleinbahn AG                         | Straßenbahn |
| 1. Feb. 1953           | Ruppichteroth – Waldbröl                                                                                      | Bröltalbahn                                    | |
| 17. März 1953          | Bedburg – Kirchherten – Ameln                                                                                 | Bedburg–Ameln                                  | Personenverkehr |
| 17. Mai 1953           | Geilenkirchen – Puffendorf – Alsdorf                                                                          | Geilenkirchener Kreisbahn                      | |
| 23. Juni 1953          | Steinhelle – Medebach                                                                                         | Kleinbahn Steinhelle–Medebach                  | Gesamtverkehr |
| 1953                   | Soest RLE – Oestinghausen – Lippborg                                                                          | AG Ruhr-Lippe-Eisenbahnen                      | |
| 1953                   | Oestinghausen – Hovestadt                                                                                     | AG Ruhr-Lippe-Eisenbahnen                      | |
| 1953                   | Gummersbach – Nöckelseßmar – Derschlag – Dümmlinghausen                                                       | Gummersbacher Kleinbahnen                      | Straßenbahn |
| 3. Okt. 1953           | Brüchermühle – Wildbergerhütte                                                                                | Brüchermühle–Wildbergerhütte                   | PV still von 9. März 1945–1. Juni 1948 (auf dem Abschnitt Brüchermühle–Nieder Odenspiel nur bis 20. November 1947) |
| 1954                   | Hennef – Ruppichteroth                                                                                        | Bröltalbahn                                    | |
| 1954                   | Volperhausen – Morsbach                                                                                       | Wissertalbahn                                  | |
| 13. Feb. 1954          | Bielefeld Kreisbahnhof – Schildesche – Werther                                                                | Bielefelder Kreisbahnen                        | |
| 30. Apr. 1954          | Düren Kaiserplatz – Rölsdorf – Gürzenich                                                                      | Distelrath–Markt–Gürzenich (Dürener Kreisbahn) | Straßenbahn |
| 30. Apr. 1954          | Rölsdorf – Lendersdorf                                                                                        | Distelrath–Schneidhausen (Dürener Kreisbahn)   | Straßenbahn |
| 23. Mai 1954           | Bocholt – Barlo – Winterswijk                                                                                 | Winterswijk–Bocholt                            | |
| 23. Mai 1954           | Siegburg – Overath                                                                                            | Siegburg–Olpe                                  | Personenverkehr |
| 1954                   | Schildesche – Enger                                                                                           | Bielefelder Kreisbahnen                        | |
| 1954                   | Clarenbach – Remscheid Schöne Aussicht                                                                        |                                                | Straßenbahn |
| 1954                   | Landwehr – Höhscheid                                                                                          |                                                | Straßenbahn |
| 1954                   | Remscheid-Lennep – Krebsöge                                                                                   | Wuppertalbahn                                  | |
| 1. Mai 1955            | Hemer – Sundwig – Deilinghofen                                                                                | Iserlohner Kreisbahn                           | |
| 22. Mai 1955           | Werdohl – Augustenthal – Lüdenscheid KAE                                                                      | Kreis Altenaer Eisenbahn                       | Personenverkehr |
| 28. Mai 1955           | Meinerzhagen – Krummenerl                                                                                     | Meinerzhagen–Krummenerl                        | Personenverkehr |
| 1. Aug. 1955           | Liblar – Mülheim-Wichterich                                                                                   | Euskirchener Kreisbahnen                       | |
| 1. Nov. 1955           | Westig – Ihmert – Tütebelle                                                                                   | Iserlohner Kreisbahn                           | |
| 1955                   | Solingen-Ohligs – Landwehr – Immigrath – Opladen – Lützenkirchen                                              |                                                | Straßenbahn |
| 3. Juni 1956           | Ennigerloh – Warendorf                                                                                        | Neubeckum–Warendorf                            | |
| 1. Juli 1956           | Altena – Pleuger – Dahle                                                                                      | Iserlohner Kreisbahn                           | |
| 1. Aug. 1956           | Hennef – Buchholz – Asbach                                                                                    | Bröltalbahn                                    | |
| 1956                   | Hemer – Niederhemer                                                                                           | Iserlohner Kreisbahn                           | |
| 1956                   | Nöckelseßmar – Thalbecke                                                                                      | Gummersbacher Kleinbahnen                      | Güterverkehr |
| 1956                   | Dortmund Süd – Brünninghausen (Tierpark)                                                                      | Düsseldorf-Derendorf–Dortmund Süd              | |
| 1956                   | Siegen Eintracht – Kaan-Marienborn                                                                            | Kreisbahn Siegen-Wittgenstein                  | |
| 1. Juni 1957           | Bielstein – Nümbrecht – Waldbröl                                                                              | Kleinbahn Bielstein–Waldbröl                   | Personenverkehr |
| 1957                   | Zülpich Stadt – Embken                                                                                        | Distelrath–Embken (Dürener Kreisbahn)          | Tagebau Zülpich |
| 1958                   | Siegen Eintracht – Eiserfeld – Eisern                                                                         | Kreisbahn Siegen-Wittgenstein                  | |
| 31. März 1958          | Sennelager – Wiedenbrück                                                                                      | Wiedenbrück–Sennelager (Senneblitz)            | |
| 31. Mai 1958           | Stadtlohn – Vreden                                                                                            | Stadtlohn–Vreden                               | Personenverkehr |
| 21. Sep. 1958          | Königswinter – Petersberg                                                                                     | Petersbergbahn                                 | Zahnradbahn |
| 20. Okt. 1958          | Meerbusch, Forsthaus – Strümp – Lank – Stratum – KR-Uerdingen – Trompet – Schwafheim – Moers, Königlicher Hof | Linie M (Rheinbahn)                            | Straßenbahn |
| 31. Dez. 1958          | Plettenberg Bf – Plettenberg Maiplatz – Holthausen                                                            | Plettenberger Straßenbahn                      | |
| 31. Dez. 1958          | Plettenberg Maiplatz – Oesterau – Wiesenthal                                                                  | Plettenberger Straßenbahn                      | |
| nach 1958              | Distelrath – Birkesdorf Süd – Mariaweiler                                                                     | Distelrath–Schneidhausen (Dürener Kreisbahn)   | Personenverkehr |
| 1959                   | Kornelimünster – Hahn (– Walheim)                                                                             | Vennbahn                                       | Personenverkehr |
| 13. Mai 1959           | Hohenlimburg – Letmathe – Grüne – Iserlohn – Hemer                                                            | Iserlohner Kreisbahn                           | |
| 31. Mai 1959           | Altenhundem – Würdinghausen                                                                                   | Altenhundem–Birkelbach                         | |
| 31. Mai 1959           | Riemke – Röhlinghausen – Wanne-Eickel                                                                         | Bochum-Riemke–Wanne-Eickel                     | |
| 30. Juni 1959          | Mülheim-Wichterich – Euskirchen Kölner Straße                                                                 | Euskirchener Kreisbahnen                       | |
| 4. Juli 1959           | Barmen Bergbahn Bf – Tölleturm                                                                                | Barmer Bergbahn                                | Zahnradbahn |
| 18. Okt. 1959          | Werl RLE – Rhynern West                                                                                       | AG Ruhr-Lippe-Eisenbahnen                      | |
| 1959                   | Kutenhausen – Wegholm                                                                                         | Mindener Kreisbahnen                           | |
| 1959                   | Tyrol – Burg – Solingen Krahenhöhe                                                                            | Wermelskirchener-Burger Eisenbahn              | ab 1900 Straßenbahn                                                                                                |
| 1959                   | Ronsdorf Bf – Ronsdorf Fachschule – Ronsdorf Ascheweg – Clarenbach                                            | Ronsdorf-Müngstener Eisenbahn                  | ab 1903 Straßenbahn                                                                                                |
| 1959                   | Tölleturm – Ronsdorf Ascheweg                                                                                 | Ronsdorf-Müngstener Eisenbahn                  | ab 1903 Straßenbahn                                                                                                |
| zwischen 1959 und 1962 | Remscheid – Lüttringhausen – Tannenhof                                                                        |                                                | Straßenbahn |

### 1960er Jahre
| Datum         | Strecke zwischen den Bahnhöfen                                                                     | Teil der Gesamtverbindung                             | Anmerkung                                                            |
| ------------- | -------------------------------------------------------------------------------------------------- | ----------------------------------------------------- | -------------------------------------------------------------------- |
| 1960          | Silschede – Steveling                                                                              | Schlebusch-Harkorter Kohlenbahn                       |                                                                      |
| 1960          | Mülheim-Speldorf – Mülheim-Heißen – Essen Nord – Kray Nord – Bochum Nord – Langendreer – Dorstfeld | Osterath–Dortmund Süd                                 |                                                                      |
| 1960          | Osnabrück-Eversburg – Recke                                                                        | Tecklenburger Nordbahn                                |                                                                      |
| 1960          | Soest – Belecke – Brilon Stadt                                                                     | Möhnetalbahn                                          |                                                                      |
| 1960          | Unna-Königsborn – Welver                                                                           | Welver–Sterkrade                                      |                                                                      |
| 1960          | Wipperfürth – Anschlag                                                                             | Wuppertalbahn                                         |                                                                      |
| 1960          | Köln-Sülz – Hürth-Hermülheim                                                                       | Köln-Sülz–Berrenrath                                  |                                                                      |
| 1960          | Nörvenich – Zülpich Stadt                                                                          | Distelrath–Embken (Dürener Kreisbahn)                 | Personenverkehr                                                      |
| 29. Mai 1960  | Mülheim-Heißen – Rüttenscheid – Steele Süd                                                         | Mülheim-Heißen–Altendorf (Ruhr)                       |                                                                      |
| 29. Mai 1960  | Kleve – Spyck                                                                                      | Trajekt Spyck–Welle                                   |                                                                      |
| 29. Mai 1960  | Oberhausen-Osterfeld Nord – Dorsten                                                                | Duisburg–Quakenbrück                                  |                                                                      |
| 29. Mai 1960  | Büderich – Geldern Ost – Geldern                                                                   | Haltern–Venlo Geldern Ost–Geldern                     |                                                                      |
| 29. Mai 1960  | Kettwig – Heiligenhaus                                                                             | Niederbergbahn                                        | Personenverkehr                                                      |
| 29. Mai 1960  | Benzelrath – Mödrath                                                                               | Benzelrath–Nörvenich                                  | Tagebau Frechen                                                      |
| 29. Mai 1960  | Kerpen – Oberbolheim – Nörvenich                                                                   | Benzelrath–Nörvenich                                  |                                                                      |
| 29. Mai 1960  | Walheim – Schmithof                                                                                | Vennbahn                                              | Personenverkehr                                                      |
| 29. Mai 1960  | Stolberg – Würselen Nord                                                                           | Stolberg–Kohlscheid                                   |                                                                      |
| 1. Okt. 1960  | Aachen-Rothe Erde – Kornelimünster                                                                 | Vennbahn                                              | Personenverkehr                                                      |
| 1. Okt. 1960  | Geilenkirchen – Gillrath – Schierwaldenrath – Gangelt                                              | Geilenkirchener Kreisbahn                             | Heute Museumsverkehr auf dem Abschnitt Gillrath–Schierwaldenrath.    |
| 2. Okt. 1960  | Aprath – Wülfrath – Velbert – Heiligenhaus                                                         | Niederbergbahn                                        | Personenverkehr                                                      |
| 2. Okt. 1960  | Bensberg – Rösrath – Hoffnungsthal – Immekeppel – Lindlar                                          | Köln-Mülheim–Lindlar                                  | Personenverkehr                                                      |
| 2. Okt. 1960  | (Waldbröl –) Hermesdorf – Morsbach                                                                 | Wissertalbahn                                         | Personenverkehr                                                      |
| bis 1961      | Blankenheim Wald – Mülheim (Eifel)                                                                 | Ahrdorf–Blankenheim                                   |                                                                      |
| 28. Mai 1961  | (Bergheim –) Zieverich – Elsdorf Ost                                                               | Zieverich–Elsdorf                                     | Personenverkehr                                                      |
| 28. Mai 1961  | Mödrath – Liblar                                                                                   | Mödrath–Liblar                                        | Tagebau Frechen                                                      |
| 28. Mai 1961  | Altena – Lüdenscheid KAE                                                                           | Kreis Altenaer Eisenbahn                              | Personenverkehr                                                      |
| 29. Sep. 1961 | Borken – Burlo                                                                                     | Winterswijk–Gelsenkirchen-Bismarck                    |                                                                      |
| 30. Sep. 1961 | Isselburg-Anholt – Empel-Rees                                                                      | Empel-Rees–Münster                                    |                                                                      |
| 30. Sep. 1961 | Uerdingen – Trompet                                                                                | Duisburg-Ruhrort–Mönchengladbach                      |                                                                      |
| 1. Okt. 1961  | Lind – Wahnheide – Wahn                                                                            | Wahner Straßenbahn                                    |                                                                      |
| 1. Jan. 1962  | Stolberg – Walheim                                                                                 | Stolberg–Walheim                                      | Personenverkehr                                                      |
| 4. März 1962  | Rhynern West – Hamm Süd                                                                            | AG Ruhr-Lippe-Eisenbahnen                             |                                                                      |
| 30. Sep. 1962 | Haltern – Hervest-Dorsten – Wesel                                                                  | Haltern–Venlo                                         |                                                                      |
| 1962          | Ahaus – Nienborg-Heek – Metelen – Burgsteinfurt                                                    | Borken–Burgsteinfurt                                  |                                                                      |
| 1962          | Enger – Herford – Bad Salzuflen – Exter – Vlotho                                                   | Herforder Kleinbahn                                   |                                                                      |
| 1962          | Wermelskirchen – Remscheid Talsperre – Remscheid                                                   | Wermelskirchener-Burger Eisenbahn                     | ab 1900 Straßenbahn                                                  |
| 31. Dez. 1962 | Minden Stadt – Kleinenbremen                                                                       | Mindener Kreisbahnen                                  | heute Museumsverkehr                                                 |
| 1963          | Langenfeld – Monheim – Rheindorf                                                                   | Langenfeld-Rheindorf                                  |                                                                      |
| 30. Apr. 1963 | Distelrath – Merzenich – Nörvenich                                                                 | Distelrath–Embken (Dürener Kreisbahn)                 | Personenverkehr                                                      |
| 30. Apr. 1963 | Distelrath – Düren Kaiserplatz                                                                     | Distelrath–Markt–Gürzenich (Dürener Kreisbahn)        | Straßenbahn                                                          |
| 25. Mai 1963  | Walsum – Spellen                                                                                   | Oberhausen–Wesel (Walsumbahn)                         | Personen-, Eilgut- und Güterverkehr                                  |
| 26. Mai 1963  | Goch – Uedem                                                                                       | Boxteler Bahn                                         |                                                                      |
| 26. Mai 1963  | Jünkerath – Hallschlag – Losheim                                                                   | Vennquerbahn                                          | PV still von 1949 bis 1958 (auf dem Abschnitt Hallschlag–Losheim).   |
| 3. Juni 1963  | Merken – Pier – Inden                                                                              | Düren–Inden (Dürener Eisenbahn)                       |                                                                      |
| 15. Juni 1963 | Monheim – Baumberg                                                                                 | Langenfeld-Rheindorf                                  |                                                                      |
| 1963          | Wuppertal-Loh – Schlachthof – Hatzfeld                                                             | Loh–Hatzfeld                                          | Straßenbahn                                                          |
| 14. Okt. 1963 | Siegburg – Sieglar                                                                                 | Kleinbahn Siegburg–Zündorf                            | ab 1920 Straßenbahn                                                  |
| 3. Nov. 1963  | Haspe – Voerde – Breckerfeld                                                                       | Kleinbahn Haspe–Voerde–Breckerfeld                    | Straßenbahn                                                          |
| 31. Mai 1964  | Altenhundem – Fredeburg – Wenholthausen                                                            | Altenhundem–Wenholthausen                             |                                                                      |
| 31. Mai 1964  | Neheim-Hüsten – Arnsberg Jägerbrücke                                                               | AG Ruhr-Lippe-Eisenbahnen                             |                                                                      |
| 31. Mai 1964  | Radevormwald – Anschlag – Oberbrügge                                                               | Wuppertalbahn                                         |                                                                      |
| 31. Mai 1964  | Kraghammer – Olpe (alte Strecke)                                                                   | Finnentrop–Freudenberg                                | Verlegung wegen Biggetalsperre                                       |
| 6. Sep. 1964  | Sieglar – Zündorf                                                                                  | Kleinbahn Siegburg–Zündorf                            |                                                                      |
| 27. Sep. 1964 | Lippborg – Uentrop – Hamm Stadt                                                                    | AG Ruhr-Lippe-Eisenbahnen                             | heute Museumsverkehr                                                 |
| 1965          | Gronau – Bentheim Nord                                                                             | Gronau–Coevorden (Bentheimer Eisenbahn)               |                                                                      |
| 29. Mai 1965  | Essen-Werden – Kupferdreh                                                                          | Ruhrtalbahn                                           |                                                                      |
| 30. Mai 1965  | Paderborn Nord – Bad Lippspringe                                                                   | Paderborn Nord–Bad Lippspringe                        |                                                                      |
| 30. Aug. 1965 | Sieglar – Spich – Lind                                                                             | Kleinbahn Siegburg–Zündorf                            |                                                                      |
| 25. Sep. 1965 | Plettenberg – Herscheid                                                                            | Plettenberg–Herscheid                                 | Personenverkehr                                                      |
| 26. Sep. 1965 | Osberghausen – Wiehl – Brüchermühle – Waldbröl                                                     | Wiehltalbahn                                          | Personenverkehr                                                      |
| 29. Sep. 1965 | Bergisch Gladbach – Bensberg                                                                       | Köln-Mülheim–Lindlar                                  | Personenverkehr                                                      |
| 1. Dez. 1965  | Hangelar – Großenbusch                                                                             | Bonn-Beuel–Großenbusch                                | Güterverkehr                                                         |
| 24. Sep. 1966 | Holzhausen – Pr. Oldendorf – Bohmte Ost – Hunteburg                                                | Wittlager Kreisbahn                                   | Seit 1973 Museumsverkehr auf dem Abschnitt Pr. Oldendorf–Bohmte Ost. |
| 25. Sep. 1966 | Ahaus – Alstätte                                                                                   | Ahaus–Enschede Zuid (Ahaus-Enscheder Eisenbahn)       |                                                                      |
| 1966          | Enger – Wallenbrück                                                                                | Herforder Kleinbahn                                   |                                                                      |
| 1966          | Rinteln – Bösingfeld                                                                               | Extertalbahn                                          |                                                                      |
| Mai 1966      | Enerke – Haspe                                                                                     | Schlebusch-Harkorter Kohlenbahn                       |                                                                      |
| 22. Mai 1966  | Finnentrop – Wenholthausen – Wennemen                                                              | Finnentrop–Wennemen                                   | Personenverkehr                                                      |
| 1. Aug. 1966  | Dülken – Brüggen                                                                                   | Dülken–Brüggen                                        | Personenverkehr                                                      |
| 14. Nov. 1966 | Winterberg – Hallenberg – Allendorf (Eder)                                                         | Nuttlar–Frankenberg                                   |                                                                      |
| 1966          | Wesel – Rees – Emmerich                                                                            | Kleinbahn Wesel–Rees–Emmerich                         |                                                                      |
| 1966          | Rees – Empel                                                                                       | Kleinbahn Rees–Empel                                  |                                                                      |
| 22. Mai 1967  | Brüninghausen – Augustenthal – Lüdenscheid–Wehberg                                                 | Kreis Altenaer Eisenbahn                              | Güterverkehr                                                         |
| 28. Mai 1967  | Recke – Altenrheine                                                                                | Tecklenburger Nordbahn                                |                                                                      |
| 28. Mai 1967  | Warburg – Volkmarsen                                                                               | Warburg–Sarnau                                        | Personenverkehr                                                      |
| 1967          | Hille – Lübbecke                                                                                   | Mindener Kreisbahnen                                  | Personenverkehr                                                      |
| 1. Apr. 1968  | Bossel – Blankenstein                                                                              | Kleinbahn Bossel–Blankenstein                         | Güterverkehr                                                         |
| 25. Mai 1968  | Laer – Lengerich – Ibbenbüren                                                                      | Ibbenbüren–Hövelhof                                   | heute Museumsverkehr                                                 |
| 25. Mai 1968  | Weidenau – Deuz – Irmgarteichen-Werthenbach                                                        | Kleinbahn Weidenau–Deuz                               | Personenverkehr                                                      |
| 26. Mai 1968  | Kettwig-Stausee – Mülheim-Broich – Mülheim-Styrum                                                  | Untere Ruhrtalbahn                                    |                                                                      |
| 28. Sep. 1968 | Hagen – Gevelsberg-Haufe – Altenvoerde                                                             | Ennepetalbahn                                         | heute Museumsverkehr                                                 |
| 29. Sep. 1968 | Nienburg – Uchte – Rahden                                                                          | Nienburg–Rahden                                       | Seit 1991 Museumsverkehr auf dem Abschnitt Uchte–Rahden.             |
| 29. Sep. 1968 | Hoerstgen-Sevelen – Schaephuysen – Moers Krb – Orsoy – Rheinberg                                   | Rheinberg–Moers–Hoerstgen-Sevelen (Moerser Kreisbahn) | Personenverkehr                                                      |
| 29. Sep. 1968 | Kaarst – Neersen – Viersen                                                                         | Neuss–Viersen                                         | Personenverkehr                                                      |
| 29. Sep. 1968 | Jülich – Baal                                                                                      | Jülich–Dalheim                                        |                                                                      |
| 13. Dez. 1968 | Hürth-Hermülheim – Hürth-Berrenrath                                                                | Köln-Sülz–Berrenrath (Schwarze Bahn)                  | Personenverkehr                                                      |
| 1969          | Bösingfeld – Barntrup                                                                              | Extertalbahn                                          |                                                                      |
| 1. Juni 1969  | Rheine – Altenrheine – Quakenbrück                                                                 | Duisburg–Quakenbrück                                  |                                                                      |
| 1969          | Pörtingsiepen – Hesperbrück                                                                        | Hespertalbahn                                         |                                                                      |
| 27. Sep. 1969 | Rheine – Ochtrup                                                                                   | Ochtrup–Rheine                                        |                                                                      |
| 30. Nov. 1969 | Essen – Katernberg Nord – Schalke Nord – Gelsenkirchen-Bismarck (Zoo)                              | Bochum–Essen/Oberhausen                               |                                                                      |
| 31. Dez. 1959 | Grüne – Nachrodt                                                                                   | Iserlohner Kreisbahn                                  |                                                                      |

### 1970er Jahre
| Datum         | Strecke zwischen den Bahnhöfen                                          | Teil der Gesamtverbindung                                                        | Anmerkung |
| ------------- | ----------------------------------------------------------------------- | -------------------------------------------------------------------------------- | --- |
| 27. Sep. 1970 | Neubeckum – Ennigerloh                                                  | Neubeckum–Warendorf                                                              | |
| 23. Mai 1971  | Hattingen – Wengern Ost                                                 | Ruhrtalbahn                                                                      | |
| 23. Mai 1971  | Bergheim – Niederaußem – Rommerskirchen                                 | Bergheim–Rommerskirchen                                                          | Tagebau Fortuna-Garsdorf |
| 23. Mai 1971  | Jülich Nord – Puffendorf                                                | Jülicher Kreisbahn                                                               | |
| 6. Dez. 1971  | Mülheim-Speldorf – Duisburg-Wedau                                       | Mülheim-Speldorf–Troisdorf                                                       | |
| 1971          | Wuppertal-Wichlinghausen – Gevelsberg West                              | Düsseldorf-Derendorf–Dortmund Süd                                                | PV still vom 13. Mai 1950 bis 1953/54 |
| 31. Aug. 1972 | Köln-Mülheim Klbf – Leverkusen                                          | Eisenbahn Köln-Mülheim – Leverkusen                                              | (bis 1957: Kleinbahn Mülheim a. Rhein – Leverkusen) |
| 1972          | Kupferdreh – Pörtingsiepen                                              | Hespertalbahn                                                                    | |
| 28. Mai 1972  | Horrem – Kerpen                                                         | Erftbahn Benzelrath–Nörvenich                                                    | |
| 3. Juni 1973  | (Adenau –) Dümpelfeld – Ahrdorf – Hillesheim – Lissendorf (– Jünkerath) | Dümpelfeld–Lissendorf                                                            | |
| 30. Sep. 1973 | Minden Oberstadt – Petershagen – Uchte                                  | Mindener Kreisbahnen                                                             | |
| 26. Mai 1974  | Coesfeld – Borken – Bocholt – Isselburg-Anholt                          | Empel-Rees–Münster (Baumbergebahn)                                               | |
| 29. Sep. 1974 | Minden – Hille                                                          | Mindener Kreisbahnen                                                             | heute Museumsverkehr |
| 26. Mai 1974  | Wanne-Eickel – Bottrop Süd – Osterfeld Süd                              | Wanne-Eickel–Wanne Unser Fritz Bochum–Essen/Oberhausen Duisburg-Ruhrort–Dortmund | Bis zur Einstellung der Verbindung Essen Hbf – Gelsenkirchen-Bismarck/Zoo (Bahnstrecke Bochum–Essen/Oberhausen) am 30. Nov. 1969 wurden die Züge zwischen Wanne-Eickel Hbf und Gelsenkirchen-Horst Süd ausschließlich über die Bahnstrecke Duisburg-Ruhrort–Dortmund (mit Zwischenhalt in Gelsenkirchen-Schalke) geführt. |
| 27. Sep. 1975 | Borken – Stadtlohn – Ahaus                                              | Borken–Burgsteinfurt                                                             | |
| 1975          | Büren – Brilon Wald                                                     | Almetalbahn                                                                      | |
| 27. Sep. 1975 | Warstein – Belecke – Lippstadt – Neubeckum – Münster                    | Münster–Warstein                                                                 | |
| 30. Mai 1976  | Krebsöge – Radevormwald                                                 | Wuppertalbahn                                                                    | |
| 22. Mai 1977  | Gütersloh Nord – Laer                                                   | Ibbenbüren–Hövelhof                                                              | heute Museumsverkehr |
| 21. Dez. 1977 | Neheim-Hüsten – Sundern                                                 | Neheim-Hüsten–Sundern (Röhrtalbahn)                                              | |
| 31. Okt. 1978 | Gütersloh Nord – Verl – Hövelhof                                        | Ibbenbüren–Hövelhof                                                              | heute Güter- und Museumsverkehr |
| 11. Aug. 1978 | Köln Ubierring – Köln Hohenzollernbrücke                                | Rheinuferbahn                                                                    | Stadtstrecke der KBE-Rheinuferbahn |
| 30. Nov. 1979 | Langendreer – Witten Ost – Löttringhausen                               | Dortmund-Löttringhausen–Bochum-Langendreer (Rheinischer Esel)                    | |
| 30. Nov. 1979 | Gevelsberg West – Witten-Höhe                                           | Witten–Schwelm                                                                   | |
| 30. Nov. 1979 | Hattingen – Schee – Wichlinghausen – Wuppertal-Oberbarmen               | Wuppertal-Wichlinghausen–Hattingen Wuppertal-Oberbarmen–Wuppertal-Wichlinghausen | |
| 30. Nov. 1979 | Wuppertal-Oberbarmen – Krebsöge                                         | Wuppertalbahn                                                                    | |
| 30. Nov. 1979 | Rheda – Lippstadt                                                       | Rhedaer Bahn                                                                     | |
| 29. Dez. 1979 | Olpe – Dieringhausen                                                    | Aggertalbahn                                                                     | |

### 1980er Jahre

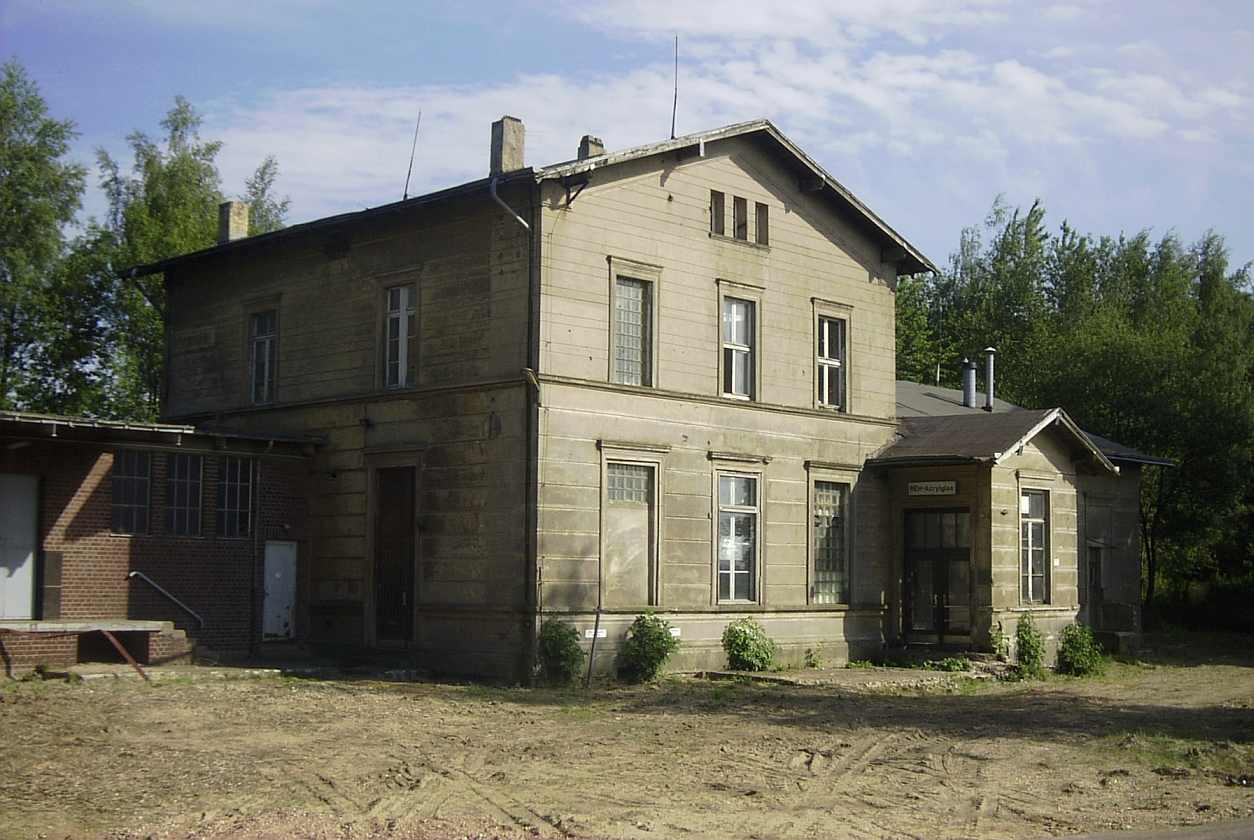
Alter Bahnhof Otzenrath

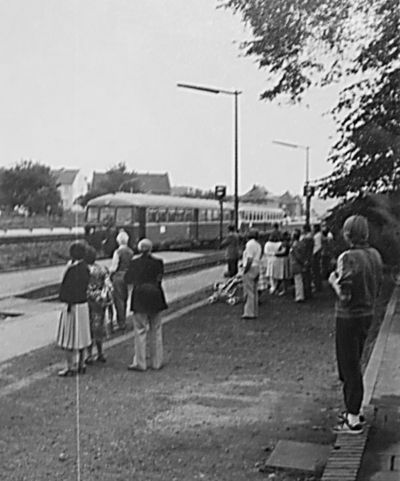
Letzter Zug im Bahnhof Ratheim

| Datum         | Strecke zwischen den Bahnhöfen                          | Teil der Gesamtverbindung                   | Anmerkung                                                                          |  |
| ------------- | ------------------------------------------------------- | ------------------------------------------- | ---------------------------------------------------------------------------------- |  |
| 30. Mai 1980  | Aachen Nord – Jülich – Hochneukirch                     | Aachen Nord–Jülich Mönchengladbach–Stolberg |                                                                                    |  |
| 26. Sep. 1980 | Lindern – Heinsberg                                     | Lindern–Heinsberg (Wurmtalbahn)             | 2013 reaktiviert                                                                   |  |
| 27. Sep. 1980 | Baal – Dalheim                                          | Jülich–Dalheim                              |                                                                                    |  |
| 28. Sep. 1980 | Lemgo – Barntrup – Hameln                               | Bielefeld–Hameln                            |                                                                                    |  |
| 31. Mai 1981  | Paderborn – Büren                                       | Almetalbahn                                 |                                                                                    |  |
| 31. Mai 1981  | Bad Berleburg – Allendorf (– Frankenberg)               | Bad Berleburg–Allendorf                     | Personenverkehr                                                                    |  |
| 31. Mai 1981  | Brühl – Wesseling                                       | Brühl-Vochem–Köln-Godorf Hafen              |                                                                                    |  |
| 31. Mai 1981  | Kall – Hellenthal                                       | Oleftalbahn                                 | bis 2021 wieder Touristik- und Gelegenheitsverkehr, 2021 durch Hochwasser zerstört |  |
| 22. Mai 1982  | Kempen – Kaldenkirchen                                  | Kempen–Venlo                                |                                                                                    |  |
| 22. Mai 1982  | Mönchengladbach-Neuwerk – Krefeld                       | Krefeld–Rheydt                              |                                                                                    |  |
| 21. Dez. 1982 | Mariagrube – Siersdorf – Grube Emil Mayrisch            | Kellersberg–Siersdorf                       | Personenverkehr                                                                    |  |
| 1983          | Bergisch Born – Wermelskirchen – Hilgen                 | Wuppertal-Oberbarmen–Opladen                |                                                                                    |  |
| 23. Mai 1983  | Jülich – Eschweiler-Aue – Stolberg                      | Mönchengladbach–Stolberg                    |                                                                                    |  |
| 27. Mai 1983  | Düren – Euskirchen                                      | Bördebahn                                   | Reaktiviert am 15. Dezember 2019 durch die Rurtalbahn GmbH.                        |  |
| 29. Mai 1983  | Buer Nord – Recklinghausen Ost – Hamm                   | Oberhausen-Osterfeld–Hamm                   | Personenverkehr                                                                    |  |
| 29. Mai 1983  | Olpe – Freudenberg – Kirchen                            | Finnentrop–Freudenberg Kirchen–Freudenberg  | Personenverkehr                                                                    |  |
| 1983          | Duisburg-Wedau – Düsseldorf-Rath                        | Troisdorf–Mülheim-Speldorf                  |                                                                                    |  |
| 1983          | Hilden – Opladen                                        | Troisdorf–Mülheim-Speldorf                  |                                                                                    |  |
| 1983          | Moers Abzw – Baerl Hp – Meiderich                       | Duisburg-Meiderich Nord–Hohenbudberg        |                                                                                    |  |
| 1983          | Oberhausen – Duisburg-Hamborn – Walsum                  | Oberhausen–Wesel (Walsumbahn)               |                                                                                    |  |
| 31. Dez. 1983 | Hohenlimburg – Obernahmer – Hobräckerweg                | Hohenlimburger Kleinbahn                    | Güterverkehr                                                                       |  |
| 1984          | Coesfeld – Burgsteinfurt – Rheine                       | Duisburg–Quakenbrück                        |                                                                                    |  |
| 2. Juni 1984  | Holzminden – Scherfede                                  | Holzminden–Scherfede                        |                                                                                    |  |
| 28. Dez. 1984 | Stolberg – Mariadorf – Alsdorf – Herzogenrath           | Stolberg–Herzogenrath                       | PV in mehreren Etappen zwischen 12. Dez. 2004 und 12. Juni 2016 reaktiviert.       |  |
| 31. Jan. 1985 | Mönchengladbach – Rheydt-Geneicken – Rheydt-Odenkirchen | Mönchengladbach–Stolberg                    |                                                                                    |  |
| 15. Nov. 1985 | Werne Ost – Bockum-Hövel                                | Werne–Bockum-Höveler Eisenbahn              |                                                                                    |  |
| 1. Juni 1985  | Wipperfürth Ost – Marienheide                           | Wippertalbahn                               |                                                                                    |  |
| 1985          | Brügge – Meinerzhagen – Marienheide                     | Hagen–Dieringhausen                         | PV in mehreren Etappen zwischen 2003 und 2017 reaktiviert.                         |  |
| 1985          | Hohenbudberg Siedlung – Rheinhausen                     | Osterath–Dortmund Süd                       |                                                                                    |  |
| 1985          | Witten Hbf – Witten Höhe – Wengern Ost – Hagen-Vorhalle | Witten–Schwelm Ruhrtalbahn                  |                                                                                    |  |
| 31. Mai 1986  | Remscheid-Lennep – Bergisch Born – Wipperfürth Ost      | Wippertalbahn                               |                                                                                    |  |
| 1988          | Wuppertal-Steinbeck – Cronenberg                        | Burgholzbahn                                |                                                                                    |  |
| 28. Mai 1989  | Menden – Hemer – Iserlohn                               | Letmathe–Fröndenberg                        |                                                                                    |  |
| 29. Dez. 1989 | Xanten – Kleve                                          | Rheinhausen–Kleve (Niederrheinstrecke)      |                                                                                    |  |

### 1990er Jahre
| Datum        | Strecke zwischen den Bahnhöfen                                             | Teil der Gesamtverbindung           | Anmerkung |
| ------------ | -------------------------------------------------------------------------- | ----------------------------------- | --- |
| 1991         | Hilgen – Opladen                                                           | Wuppertal-Oberbarmen–Opladen        | |
| 1991         | Kleve – Kranenburg – Nimwegen                                              | Linksniederrheinische Strecke       | |
| 1991         | Mettmann – Wuppertal-Varresbeck – Wuppertal-Loh – Wuppertal-Wichlinghausen | Düsseldorf-Derendorf–Dortmund Süd   | |
| 1991         | Wuppertal-Vohwinkel – Wuppertal-Varresbeck                                 | Düsseldorf-Derendorf–Dortmund Süd   | |
| 30. Mai 1992 | (Aachen Hbf –) Aachen West – Simpelveld (– Maastricht)                     | Aachen–Maastricht                   | Am 27. Januar 2019 wurde die Bahnverbindung LIMAX zwischen Aachen und Maastricht neu eingerichtet. Da die ursprüngliche Strecke zwischen Richterich und Vetschau abgebaut ist, verkehren die Züge stattdessen über die Bahnstrecken Sittard–Herzogenrath und Heerlen–Schin op Geul. |
| 27. Mai 1994 | Rahden – Sulingen – Bassum                                                 | Bünde–Bassum                        | Personenverkehr |
| 1995         | Mülheim-Styrum – Duisburg-Meiderich Süd – Duisburg-Ruhrort                 | Witten/Dortmund–Oberhausen/Duisburg | |
| 27. Mai 1995 | Düren – Bedburg                                                            | Düren–Neuss                         | Tagebau Hambach |

### 2000er Jahre
| Datum | Strecke zwischen den Bahnhöfen | Teil der Gesamtverbindung | Anmerkung   |
| ----- | ------------------------------ | ------------------------- | ----------- |
| 2002  | Weidenau – Siegen Ost          | Dillstrecke               | Fernverkehr |

## Stilllegungen
- In den folgenden Listen sind alle Streckenstilllegungen entsprechend § 11 Allgemeines Eisenbahngesetz aufgeführt. Beginnend ab 1. Januar 1994 enthält die Liste Daten entsprechend den amtlichen Veröffentlichungen des Eisenbahn-Bundesamtes.

### 1910er Jahre
| Datum        | Strecke zwischen den Bahnhöfen | Teil der Gesamtverbindung | Anmerkung                             |
| ------------ | ------------------------------ | ------------------------- | ------------------------------------- |
| 1. Jan. 1912 | Spyck – Welle                  | Trajekt Spyck–Welle       |                                       |
| 1. Jan. 1919 | Bonn – Oberkassel              | Trajekt Bonn–Oberkassel   | Betriebseinstellung am 1. August 1914 |
| 1. Jan. 1919 | Ruhrort – Homberg              | Trajekt Ruhrort–Homberg   |                                       |

### 1920er Jahre
| Datum         | Strecke zwischen den Bahnhöfen   | Teil der Gesamtverbindung | Anmerkung                                         |
| ------------- | -------------------------------- | ------------------------- | ------------------------------------------------- |
| 1920          | Remscheid-Hbf – Remscheid-Hasten | Lennep–Hasten             | Personenverkehr                                   |
| 1926          | Permer Stollen – Wulffskotten    |                           | Perm-Bahn als Erzbahn (Personen und Güterverkehr) |
| 31. Aug. 1926 | Elten-Welle                      | Trajekt Spyck–Welle       |                                                   |

### 1930er Jahre
| Datum        | Strecke zwischen den Bahnhöfen | Teil der Gesamtverbindung | Anmerkung                     |
| ------------ | ------------------------------ | ------------------------- | ----------------------------- |
| Juli 1932    | Kempen – Straelen – Kevelaer   | Geldernsche Kreisbahn     |                               |
| 3. Okt. 1936 | Straelen – Venlo               | Haltern–Venlo             | Teil der Hamburg-Venloer Bahn |

### 1940er Jahre
| Datum         | Strecke zwischen den Bahnhöfen             | Teil der Gesamtverbindung                       | Anmerkung                              |
| ------------- | ------------------------------------------ | ----------------------------------------------- | -------------------------------------- |
| 1942          | Wuppertal-Vohwinkel – Solingen Hbf         | Solingen–Wuppertal-Vohwinkel (Korkenzieherbahn) | Personenverkehr                        |
| 1945          | Altenhundem–Birkelbach                     | Altenhundem–Birkelbach                          |                                        |
| 17. Feb. 1947 | Hassum – niederländische Grenze bei Gennep | Boxteler Bahn                                   | Vertragliche Regelung am 26. Juni 1951 |
| 17. Feb. 1947 | Uedem – Büderich                           | Boxteler Bahn                                   | Rheinbrücke Wesel                      |
| 1949          | Velpe (Westf) – Leeden                     |                                                 | Perm-Bahn als Umgehungsstrecke         |

### 1950er Jahre
| Datum         | Strecke zwischen den Bahnhöfen    | Teil der Gesamtverbindung                                    | Anmerkung                             |
| ------------- | --------------------------------- | ------------------------------------------------------------ | ------------------------------------- |
| 26. Juni 1951 | Venlo – Straelen                  | Haltern–Venlo                                                |                                       |
| 1951          | Gennep – Hassum                   | Boxteler Bahn                                                |                                       |
| 15. Mai 1952  | Geseke–Büren                      | Geseke–Büren                                                 | Personenverkehr                       |
| 25. Juli 1952 | Halver – Schalksmühle             | Halver–Schalksmühle Kreis Altenaer Eisenbahn (Hälvertalbahn) | Güterverkehr                          |
| 5. Okt. 1952  | Soest RLE – Werl/Niederense       | AG Ruhr-Lippe-Eisenbahnen                                    |                                       |
| 23. Juni 1953 | Steinhelle – Medebach             | Kleinbahn Steinhelle–Medebach                                |                                       |
| 26. Okt. 1953 | Soest RLE – Lippborg/Hovestadt    | AG Ruhr-Lippe-Eisenbahnen                                    |                                       |
| 23. Mai 1954  | Siegburg – Overath                | Siegburg–Olpe                                                | Personenverkehr; 1956 wieder eröffnet |
| 22. Mai 1955  | Werdohl – Lüdenscheid             | Lüdenscheid–Werdohl Kreis Altenaer Eisenbahn (Versetalbahn)  | Personenverkehr                       |
| 22. Mai 1955  | Liblar – Antweiler                | Euskirchener Kreisbahnen                                     |                                       |
| 1956          |                                   | Gummersbacher Kleinbahnen                                    | Güterverkehr                          |
| 31. März 1958 | Engelskirchen–Marienheide         | Leppetalbahn                                                 |                                       |
| 1958          | Solingen-Wald – Solingen-Gräfrath | Solingen–Wuppertal-Vohwinkel                                 |                                       |
| 18. Okt. 1959 | Werl – Rhynern West               | Hamm–Werl–Ostönnen (AG Ruhr-Lippe-Eisenbahnen)               |                                       |

### 1960er Jahre
| Datum         | Strecke zwischen den Bahnhöfen   | Teil der Gesamtverbindung                                      | Anmerkung                                   |
| ------------- | -------------------------------- | -------------------------------------------------------------- | ------------------------------------------- |
| 1961          | Bergisch Gladbach – Rösrath      | Köln-Mülheim–Lindlar                                           |                                             |
| 28. Mai 1961  | Altena – Lüdenscheid             | Altena-Lüdenscheid (Kreis Altenaer Eisenbahn) (Rahmedetalbahn) | Personenverkehr                             |
| 1962          | Lohmar – Overath                 | Siegburg–Olpe (Aggertalbahn)                                   |                                             |
| 4. März 1962  | Hamm – Rhynern West              | Hamm–Werl–Ostönnen (AG Ruhr-Lippe-Eisenbahnen)                 |                                             |
| 29. Apr. 1962 | Exter – Vlotho                   | Herforder Kleinbahn                                            |                                             |
| 4. Nov. 1962  | Herford Kleinbahnhof – Exter     | Herforder Kleinbahn                                            |                                             |
| 1964          | Hangelar–Großenbusch             | Kleinbahn Beuel–Großenbusch                                    |                                             |
| 1965          | Mülheim-Heißen–Essen-Altendorf   | (Mülheim-)Heißen-(Essen-)Altendorf                             | Personenverkehr                             |
| 24. Apr. 1966 | Spenge – Herford Kleinbahnhof    | Herforder Kleinbahn                                            |                                             |
| 1966          | Rösrath – Lindlar                | Köln-Mülheim–Lindlar                                           |                                             |
| 1. Nov. 1966  | Goch – Uedem                     | Boxteler Bahn                                                  | Personenverkehr am 26. Mai 1963 eingestellt |
| 31. Dez. 1966 | Wesel – Rees – Emmerich am Rhein | Kleinbahn Wesel–Rees–Emmerich                                  |                                             |
| 1. März 1967  | Goch – Hassum                    | Boxteler Bahn                                                  | Personenverkehr am 15. Mai 1949 eingestellt |
| 25. Mai 1968  | Weidenau–Netphen–Wertenbach      | Kleinbahn Weidenau–Deuz                                        | Güterverkehr, teilweise abgebaut            |

### 1970er Jahre
| Datum        | Strecke zwischen den Bahnhöfen | Teil der Gesamtverbindung              | Anmerkung |
| ------------ | ------------------------------ | -------------------------------------- | --------- |
| 1. Okt. 1972 | Hille – Lübbecke               | Minden–Lübbecke (Mindener Kreisbahnen) |           |
| 30. Mai 1976 | Radevormwald – Krebsöge        | Krebsöge–Anschlag (Wuppertalbahn)      |           |

### 1980er Jahre
| Datum         | Strecke zwischen den Bahnhöfen                 | Teil der Gesamtverbindung                               | Anmerkung                                    |
| ------------- | ---------------------------------------------- | ------------------------------------------------------- | -------------------------------------------- |
| 30. Mai 1980  | Jülich – Immerath – Hochneukirch               | Mönchengladbach–Stolberg                                |                                              |
| 26. Sep. 1980 | Heinsberg – Lindern                            | Lindern–Heinsberg (Wurmtalbahn)                         | 2013 wieder eröffnet                         |
| 27. Sep. 1980 | Jülich–Dalheim                                 | Jülich – Dalheim                                        |                                              |
| 27. Sep. 1980 | Lemgo – Barntrup – Hameln                      | Bielefeld–Hameln                                        | Lemgo–Lemgo-Lüttfeld wieder ab 28. Juli 2007 |
| 1984          | Wuppertal-Oberbarmen – Sprockhövel – Hattingen | Wuppertal-Wichlinghausen–Hattingen                      |                                              |
| 29. Sep. 1984 | Ochtrup – Wettringen                           | Rheine–Ochtrup                                          |                                              |
| 28. Sep. 1984 | Waldniel – Brüggen                             | Dülken–Brüggen                                          | Personenverkehr bis 1966                     |
| 1986          | Marienheide – Meinerzhagen                     | Hagen–Dieringhausen (Volmetalbahn)                      | 2014 wieder eröffnet                         |
| 1987          | Gummersbach – Marienheide                      | Hagen–Dieringhausen (Volmetalbahn)                      | 2003 wieder eröffnet                         |
| 26. Sep. 1987 | Schieder – Blomberg                            | Schieder–Blomberg (Blomberger Pengel)                   |                                              |
| Anfang 1988   | Elberfeld – Cronenberg                         | Wuppertal-Steinbeck–Wuppertal-Cronenberg (Burgholzbahn) |                                              |
| 31. März 1988 | Stadtlohn – Borken                             | Borken–Burgsteinfurt                                    | Reststück der WLE-Nordbahn                   |
| 31. März 1988 | Stadtlohn – Vreden                             | Stadtlohn–Vreden                                        | Reststück der WLE-Nordbahn                   |
| 30. Dez. 1988 | Wettringen – Rheine                            | Rheine–Ochtrup                                          |                                              |
| 28. Mai 1989  | Iserlohn – Iserlohn Ost – Hemer                | Letmathe–Fröndenberg                                    |                                              |
| 1989          | Remscheid-Lennep – Opladen                     | Wuppertal-Oberbarmen–Opladen                            | Personenverkehr                              |
| 31. Mai 1989  | Wuppertal-Vohwinkel – Solingen-Gräfrath        | Solingen–Wuppertal-Vohwinkel (Korkenzieherbahn)         |                                              |

### 1990er Jahre
| Datum         | Strecke zwischen den Bahnhöfen                | Teil der Gesamtverbindung                       | Anmerkung |
| ------------- | --------------------------------------------- | ----------------------------------------------- | --- |
| 31. Dez. 1990 | Remscheid-Hbf – Remscheid-Hasten              | Lennep–Hasten                                   | Gesamtverkehr, zu Rad- und Wanderweg zurückgebaut |
| 31. Mai 1991  | Remscheid-Lennep – Opladen                    | Wuppertal-Oberbarmen–Opladen Balkanexpress      | 1910 zweigleisig ausgebaut, 1958 eingleisig zurückgebaut; Gesamtverkehr                                                                                        |
| 30. Mai 1992  | Winterberg – Hallenberg                       | Nuttlar–Frankenberg                             | 1994 abgebaut |
| 1992          | Richterich – Richterich Grenze (– Simpelveld) | Aachen–Maastricht                               | |
| 1993          | Siegburg Siegwerk–Lohmar                      | Siegburg–Olpe (Aggertalbahn)                    | |
| 28. Dez. 1994 | Schmallenberg–Wenholthausen                   | Altenhundem–Wenholthausen                       | Güterverkehr (Altenhundem–Schmallenberg 196x stillgelegt und abgebaut)                                                                                         |
| 1995          | Solingen Hbf – Solingen Wald                  | Solingen–Wuppertal-Vohwinkel (Korkenzieherbahn) | Güterverkehr |
| 2. Juni 1996  | Bedburg – Düren                               | Düren-Neuss                                     | Personenverkehr bis 27. Mai 1995 Güterverkehr bis 31. Dezember 1995 Streckenabschnitt vollständig abgebaut und auf der Fläche des Tagebaus Hambach abgebaggert |
| 1997          | Dieringhausen–Olpe                            | Siegburg–Olpe (Aggertalbahn)                    | Güterverkehr, damit Gesamtverkehr |
| 1997          | Gelsenkirchener Nordsternpark                 | Bundesgartenschau                               | Panoramabahn |
| 7. Mai 1998   | Dülken–Waldniel                               | Dülken–Brüggen                                  | Güterverkehr, Personenverkehr bis 1966 |
| 1999          | St. Arnold (Neuenkirchen Land)                | Duisburg-Quakenbrück                            | Durchgangsverkehr, zu Radweg zurückgebaut |